# Teleogonia nigrifrons
Teleogonia nigrifrons är en insektsart som beskrevs av Schmidt 1928. Teleogonia nigrifrons ingår i släktet Teleogonia och familjen dvärgstritar. Inga underarter finns listade i Catalogue of Life.